# Sclerochiton uluguruensis
Sclerochiton uluguruensis är en akantusväxtart som beskrevs av K. Vollesen. Sclerochiton uluguruensis ingår i släktet Sclerochiton och familjen akantusväxter. Inga underarter finns listade i Catalogue of Life.